# مالوجه
مالوجه شهری در شهرستان قروه، در استان کردستان در غرب ایران است.

## جمعیت
این شهر در دهستان دلبران قرار دارد و براساس سرشماری مرکز آمار ایران در سال ۱۳۸۵، جمعیت آن ۳۶۸۰ نفر (۷۸۵ خانوار) بوده‌ است. مردم مالوجه به زبان ترکی آذربایجانی تکلم می‌کنند.